# Neoperla bilobata
Neoperla bilobata är en bäcksländeart som beskrevs av Peter Zwick 1986. Neoperla bilobata ingår i släktet Neoperla och familjen jättebäcksländor. Inga underarter finns listade i Catalogue of Life.